# یوکا کانماتسو
یوکا کانماتسو (انگلیسی: Yuka Kanematsu؛ زادهٔ ۱۷ ژوئن ۱۹۸۲) بازیکن راگبی ۷ نفره زن اهل ژاپن است.
وی در مسابقات کشوری و بین‌المللی در مجموع برندهٔ ۱ مدال نقره شده‌است.